# Stephan Körner
Stephan Körner, FBA (26. září 1913 Ostrava – 17. srpna 2000) byl britský filosof, který se zabýval prací Immanuela Kanta, studiem pojmů a filosofií matematiky.
Narodil se do židovské rodiny v Československu, ale ze země odešel, aby se vyhnul jisté smrti z rukou nacistů po německé okupaci v roce 1939. Přišel do Británie jako uprchlík, kde začal studovat filozofii; v roce 1952 již byl profesorem filozofie na Univerzitě v Bristolu, přičemž získal druhou profesuru na Yale v roce 1970. Oženil se s Edithou Körnerovou a byl otcem matematika Thomasa Körnera a biochemičky, spisovatelky a překladatelky Ann M. Körnerové.

## Mládí
Körner se narodil v Ostravě, tehdy součást Rakousko-Uherska, v roce 1913 jako syn učitele. Jeho otec studoval ve Vídni, zatímco ve stejné době vyhrával ceny v matematice, aby doplnit svůj skrovný příjem. Stephan původně chtěl studovat filozofii, ale byl odrazen svým otcem, který se obával, že by se jeho syn stal chudým akademikem. Stephan byl přesvědčen ke studiu něco praktičtějšího, a tak nastoupil na Právnickou fakultu Univerzity Karlovy v Praze, kterou dokončil v roce 1935. (vykonával právo pouze krátce, ale udržel si silný zájem a navštěvovat semináře na Yale Law School po jeho jmenování hostujícím profesor na Yale v roce 1970.) 

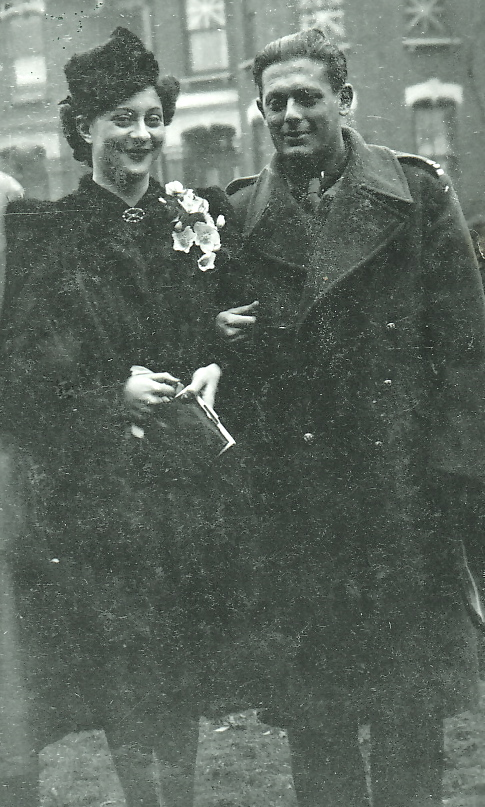
Stephan Körner a Edith Körner (narozená Edita Leah Löwy) v den jejich svatby v roce 1944

Poté, co německá vojska vstoupila do země v březnu 1939 jeho spolužák, důstojník SS, varoval jeho rodinu, že jejich život v Němci okupované Moravě již nebyl v bezpečí. Jeho rodiče odmítli odejít, protože věřili, že jako nekomunisté se nemají čeho bát. Jeho matka zemřela v roce 1941 po deportaci do ghetta v Minsku na transportu F, a jeho otec zemřel v roce 1939, s největší pravděpodobností vlastní rukou během deportace do Niska. Jeho první Ruth Maier byla jednou z mnoha dalších členů rodiny, kteří zemřeli v Osvětimi, po zatčení a deportaci z Norska. Stephan uprchl se dvěma přáteli, Otto Eisnerem a Willi Haasem, přes Polsko do Velké Británie, když druhá světová válka začala. V Británii byl odveden a sloužil v Československé armádě.

## Filozofie
V roce 1955 publikoval své první dvě významnější díla. Kant, úvod pro laiky, byla jedna z prvních poválečných knih, která znovu uvedla Kanta anglicky mluvícímu světu. Druhá kniha, Koncepční Myšlení, více odbornější, studuje jakým způsobem lidé pracují s "exaktními" a "inexaktními" pojmy – přesné pojmy, jako logické konstrukce nebo matematické představy, mohou být jasně definovány, zatímco nepřesné pojmy, jako 'barva', nemají jasné hranice. 
Jeho práce ho zavedla do filozofie matematiky, o které napsal učebnici v roce 1960; Filosofie matematiky měla jako svou ústřední téma otázku, jak může být aplikovaná matematiky metafyzicky schůdná.